# Bacia hidrográfica do Guadiana

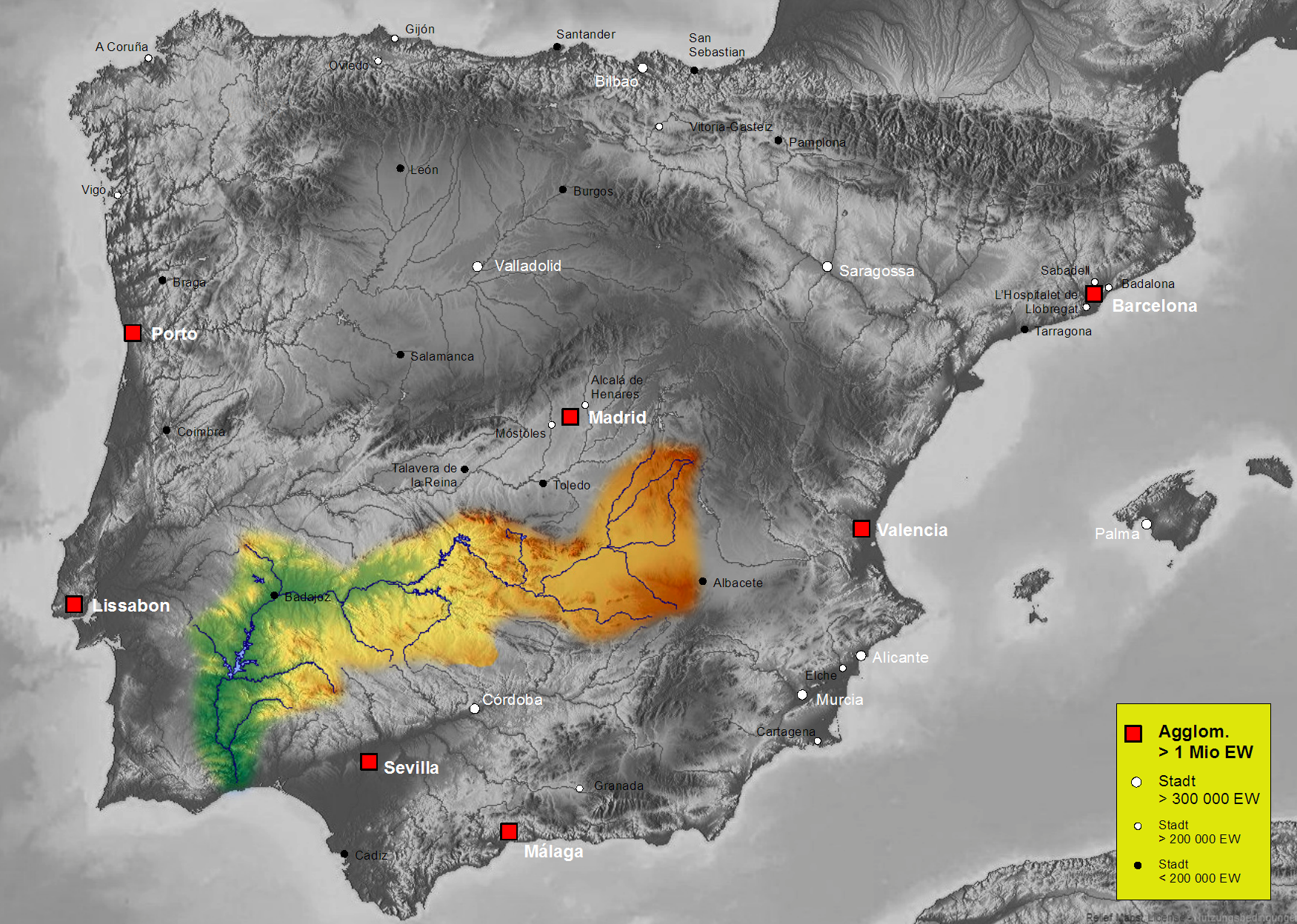
Mapa físico da bacia do Guadiana.

A bacia hidrográfica do Guadiana é a bacia hidrográfica do rio homónimo que corre pelo centro e sudoeste da península ibéria e desemboca entre Vila Real de Santo António e Ayamonte, fazendo de fronteira entre Portugal e Espanha.
| Guadiana Espanha           | Guadiana total | % Espanha/total  |       |
| -------------------------- | -------------- | ---------------- | ----- |
| Contribuição, Hm3          | 3.884'1        |                  |       |
| Superfície, km2            | 55.527'6       | 67.147'7         | 82'69 |
| População, hab. (INE 2005) | 1.472.800      | 2.000.000 (est.) | 74    |

O número de afluentes principais, isto é, a mais de 25 quilómetros de comprimento, é de 137, entre os que destacam o Guadlamez, o Bullaque, o Estena, o Zújar, o Zapatón, o Xévora, o ribeiro Murtigas e o ribeiro Ardila, por nomear só as contribuições a mais de 90 Hm3. de forma natural. O rio Vascão é a principal afluente da zona portuguesa, com uma bacia individual de uns 455 km2.
| Comunidade Autónoma | Província   | Superfície (km2) | Superfície (%) | Superfície por CCAA (%) |
| ------------------- | ----------- | ---------------- | -------------- | ----------------------- |
| Andaluzia           | Cordoba     | 2.747'3          | 4'9            | 10'1                    |
|                     | Huelva      | 2.870'5          | 5'2            |                         |
| Castilla la Mancha  | Alabacete   | 2.006'0          | 3'6            | 47'7                    |
|                     | Ciudad-Real | 16.466'9         | 29'7           |                         |
|                     | Cuenca      | 4.789'9          | 8'6            |                         |
|                     | Toledo      | 3.199'8          | 5'8            |                         |
| Extremadura         | Badajoz     | 20.251'5         | 36'5           | 42'2                    |
|                     | Cáceres     | 3.195'6          | 5'8            |                         |

Fontes: